# 비에 젖은 두 남매
"비에 젖은 두 남매"는 1971년에 공개된 대한민국의 영화이다.

## 배역
- 윤정희
- 김희라
- 허장강
- 사미자
- 이대엽
- 박암
- 석인수
- 윤지숙
- 지계순
- 김지영
- 양춘
- 김기범
- 지방열
- 강계식
- 심상현